# Dave Stallworth
David A. "Dave" Stallworth (Dallas, Texas; 20 de diciembre de 1941-Wichita, Kansas; 15 de marzo de 2017) fue un baloncestista estadounidense que disputó ocho temporadas en la NBA. Con 2,00 metros de estatura, jugaba en la posición de ala-pívot. Fue Campeón de la NBA en 1970 vistiendo la camiseta de los New York Knicks.

## Trayectoria deportiva

### Universidad
Jugó durante 4 temporadas con los Shockers de la Universidad Estatal de Wichita, con los que promedió 24,3 puntos y 10,5 rebotes por partido. En 1964 Lideró a su equipo para conseguir acceder por primera vez al Torneo de la NCAA, obteniendo además por primera vez el número 1 en el ranking de universidades. Fue elegido All-American en 1964 y 1965. Cuando se graduó, mantenía 18 récords individuales de su equipo. Además de esa participación en la fase final universitaria, también lo lograron en 1965, con una aparición en el National Invitation Tournament en 1963.
Uno de sus partidos más recordados se disputó el 16 de febrero de 1963, cuando se enfrentaron a la Universidad de Cincinnati, vigentes campeones de la NCAA y número 1 del ranking, que llevaban conseguidas 37 victorias consecutivas. Los Shockers, liderados por Stallworth, los derrotaron, con un increíble porcentaje de 14 de 22 canastas anotadas, además de 18 de 23 desde la línea de tiros libres.
Su camiseta con el número 42 fue retirada por su universidad como homenaje. Fue incluido en los salones de la fama de Kansas en 1997, y de Wichita en 2004.

### Profesional
Fue elegido en la quinta posición (tercera si no se tienen en cuenta las elecciones territoriales) del Draft de la NBA de 1965 por New York Knicks. en su primera temporada jugó como sexto hombre, dando minutos de descanso a Willis Reed y a Jim Barnes, titulares en aquella época. Acabó el año promediando 12,6 puntos, 6,2 rebotes y 2,6 asistencias por partido, sin lograr clasificarse para los playoffs.
Al año siguiente siguió cumpliendo con su papel de suplente de Reed, mejorando sus porcentajes hasta los 13,0 puntos y 6,2 rebotes. Pero su momento de gloria llegaría en la temporada 1969-70, cuando ayudó a su equipo a proclamarse Campeones de la NBA derrotando en la final a Los Angeles Lakers, que contaba con un quinteto inicial de lujo formado por Willis Reed, Walt Frazier, Dick Barnett, Dave DeBusschere y Bill Bradley. Stallworth promedió esa campaña 7,8 puntos y 3,9 rebotes por noche.
La temporada 1970-71 fue su última completa con los Knicks, que lo traspasaron mediada la siguiente campaña a Baltimore Bullets, donde volvió a realizar el papel de sexto hombre, promediando 11,4 puntos y 6,2 rebotes por partido. Al año siguiente perdió peso específico en el equipo, limitándose a dar minutos de descanso a dos de las estrellas del equipo, Elvin Hayes y Wes Unseld. Jugó menos de 17 minutos por partido, promediando tan solo 6 puntos por noche. La temporada siguiente el equipo cambió su nombre por el de Capital Bullets, pero lo que no cambió fue su rol en el equipo, siendo uno de los últimos jugadores en entrar en cancha.
Regresó a los Knicks en la temporada 1974-75, pero únicamente disputó 7 partidos antes de retirarse, promediando ese año 1,4 puntos y 2,9 rebotes en apenas 8 minutos por encuentro. Tras esos partidos, decidió retirarse a los 33 años de edad. En sus 8 temporadas como profesional promedió 9,3 puntos y 4,7 rebotes por noche.

## Estadísticas de su carrera en la NBA
|  | Denota temporadas en las que ganó un Campeonato de la NBA |
|  | Líder de la liga                                          |

### Temporada regular
| Año     | Equipo    | PJ  | PT | MPP  | %TC  | %3P | %TL  | RPP | APP | ROB | TPP | PPP  |
| ------- | --------- | --- | -- | ---- | ---- | --- | ---- | --- | --- | --- | --- | ---- |
| 1965-66 | New York  | 80  | –  | 23.7 | .455 | –   | .686 | 6.2 | 2.3 | –   | –   | 12.8 |
| 1966-67 | New York  | 76  | –  | 24.9 | .466 | –   | .716 | 6.2 | 1.9 | –   | –   | 13.0 |
| 1969-70 | New York  | 82  | –  | 16.8 | .429 | –   | .716 | 3.9 | 1.7 | –   | –   | 7.8  |
| 1970-71 | New York  | 81  | –  | 19.3 | .431 | –   | .735 | 4.3 | 1.3 | –   | –   | 9.4  |
| 1971-72 | New York  | 14  | –  | 16.1 | .375 | –   | .829 | 2.5 | 1.8 | –   | –   | 6.8  |
| 1971–72 | Baltimore | 64  | –  | 28.4 | .439 | –   | .804 | 6.2 | 2.1 | –   | –   | 11.4 |
| 1972-73 | Baltimore | 73  | –  | 16.7 | .414 | –   | .772 | 3.2 | 1.5 | –   | –   | 6.0  |
| 1973-74 | Capital   | 45  | –  | 10.2 | .401 | –   | .855 | 2.8 | .6  | .6  | .1  | 4.4  |
| 1974-75 | New York  | 7   | –  | 8.1  | .278 | –   | –    | 2.9 | .3  | .4  | .4  | 1.4  |
| Total   | Total     | 522 | –  | 20.1 | .438 | –   | .732 | 4.7 | 1.7 | .6  | .1  | 9.3  |

### Playoffs
| Año   | Equipo    | PJ | PT | MPP  | %TC   | %3P | %TL  | RPP | APP | ROB | TPP | PPP |
| ----- | --------- | -- | -- | ---- | ----- | --- | ---- | --- | --- | --- | --- | --- |
| 1970  | New York  | 19 | –  | 14.5 | .459  | –   | .938 | 4.1 | 1.1 | –   | –   | 7.2 |
| 1971  | New York  | 12 | –  | 15.4 | .265  | –   | .718 | 3.5 | .8  | –   | –   | 5.3 |
| 1972  | Baltimore | 6  | –  | 17.5 | .429  | –   | .692 | 2.5 | .8  | –   | –   | 5.5 |
| 1973  | Baltimore | 3  | –  | 4.7  | 1.000 | –   | –    | 1.0 | .3  | –   | –   | .7  |
| Total | Total     | 40 | –  | 14.5 | .400  | –   | .765 | 3.4 | .9  | –   | –   | 5.9 |